# Kinyongia carpenteri
Kinyongia carpenteri — вид ігуаноподібних ящірок родини хамелеонових (Chamaeleonidae). Мешкає в Демократичній Республці Конго та Уганді. Вид названий на честь британського ентомолога, лікаря і колекціонера Джоффрі Дугласа Хейла Карпентера.

## Поширення і екологія
Kinyongia carpenteri мешкають в горах Рувензорі на кордоні північно-східної ДР Конго і західної Уганди. Вони живуть в кронах вологих гірських тропічних лісів, на висоті від 1700 до 2300 м над рівнем моря. Відкладають яйця.

## Збереження
МСОП класифікує стан збереження цього виду як близький до загрозливого. Kinyongia carpenteri загрожує знищення природного середовища.